# Final Fantasy Type-0
Final Fantasy Type-0 (ファイナルファンタジー 零式 Fainaru Fantajī Reishiki) – japońska komputerowa gra fabularna stworzona i wydana w 2011 przez japońskie studio Square Enix na konsolę PlayStation Portable. Jest to część serii Final Fantasy. Początkowo tytuł gry brzmiał Final Fantasy Agito XIII (ファイナルファンタジー アギトXIII Fainaru Fantajī Agito Sātīn). Reżyser Type-O, Hajime Tabata powiedział, że tytuł Agito podoba mu się, lecz gra sama w sobie miała niewiele wspólnego z Final Fantasy XIII. Dotychczas premiera poza Japonią nie została zapowiedziana, jednakże Tabata chce wydać grę na terenie Ameryki Północnej.